# Hyde Park
 For alternative betydninger, se Hyde Park (flertydig). (Se også artikler, som begynder med Hyde Park)
Hyde Park er en stor park eller have (1,4 km²) beliggende i det centrale London, England.
Det er en af de kongelige parker i London og opdelt af søen The Serpentine. Hyde Park og Kensington Gardens udgør et samlet grønt område, så Kensington Gardens betragtes undertiden som en del af Hyde Park, men West Carriage Drive eller The Ring adskiller klart de to.
Området blev lagt ind under kronen allerede i 1536, men den nuværende udformning dateres tilbage til 1820 ved arkitekt Decimus Burton. Crystal Palace havde sin placering her i 1851 i forbindelse med verdensudstillingen. I nyere tid har parken været ramme om store rockkoncerter, f.eks. med Pink Floyd, Red Hot Chili Peppers, Dave Matthews Band, Bruce Springsteen og Rolling Stones.
Parken er nu især kendt for sin Speakers' Corner (nær Marble Arch og Rotten Row), hvor enhver kan stille sig op og fortælle verden sin mening.